# موتور بمب يدالله اكبري موتور خليفة 6 (وكيل أباد)
موتور بمب یدالله اکبري موتور خلیفة 6 (بالإنجليزية: Mowtowr Pamp-e Yadollah Akbari Mowtowr-e Khalifehay 6)‏ هي منطقة سكنية تقع في إيران في قسم وکيل أباد الريفي. يقدر عدد سكانها بـ 36 نسمة .